# Giacomo Filippo Spada
Giacomo Filippo Spada (... – Venezia, 1704) è stato un organista e presbitero italiano.

## Biografia
Allievo del maestro Giambattista Volpe, entra nella Cappella Marciana il 6 settembre 1675. Il 16 gennaio 1678 (1677 more veneto) succede al suo stesso maestro come secondo organista. Il 6 agosto 1690 diviene primo organista della basilica di San Marco. Muore a Venezia nel 1704.